# Aeroporto di Jujuy
L'aeroporto Internazionale Governatore Horacio Guzmán (Aeropuerto Internacional Gobernador Horacio Guzmán in spagnolo) è uno scalo aeroportuale situato nei pressi della cittadina di Perico, nella provincia di Jujuy, nell'estremo nord-ovest dell'Argentina.
Serve la città di San Salvador de Jujuy e la sua provincia.

## Storia
I primi progetti per la costruzione di uno scalo aeroportuale che servisse la provincia di Jujuy iniziarono nel 1954. Nel 1961, una volta individuato il sito idoneo nei pressi della cittadina di Perico, fu bandita la gara d'appalto. L'aeroporto fu inaugurato il 17 aprile 1967 alla presenza del presidente de facto Juan Carlos Onganía e del governatore provinciale Darío Arias.
Nel giugno 1977 il presidente de facto Jorge Rafael Videla inaugurò il nuovo terminal aeroportuale. Il 24 aprile 1992 lo scalo fu intitolato alla memoria di Horacio Guzmán, noto politico locale per tre volte governatore della provincia.
Nel 2017 il governo argentino ha varato un piano per l'ammodernamento delle strutture aeroportuali del paese che ha coinvolto anche lo scalo di Jujuy. Sono stati completamente ricostruiti ed ingranditi il terminal passeggeri, la torre di controllo e i parcheggi.